# Günter Putz
Günter Putz (* 1950 in Würzburg) ist ein deutscher römisch-katholischer Priester. Er war Domdekan in Würzburg und bis 2019 Leiter der Hauptabteilung III (Hochschule, Schule und Erziehung) im Bischöflichen Ordinariat.

## Leben
1975 wurde Günter Putz im Würzburger Dom zum Priester geweiht. Daran schlossen sich Kaplanszeiten in Ostheim vor der Rhön, Sailauf und Untersteinbach an. Ein Jahr später wechselte er an die St.-Johannes-Kirche in Kitzingen. 1978 wurde er Bischöflicher Sekretär und 1980 Domvikar. Ab 1984 war er u. a. Direktor am Studienseminar Kilianeum in Bad Königshofen sowie Religionslehrer am Gymnasium Bad Königshofen. Wenig später wurde er Dekan-Stellvertreter. Ab 1986 war er Postulator im Erhebungsverfahren zur Seligsprechung von Pfarrer Georg Häfner.
1991 erhielt Putz die Ernennung zum Ordinariatsrat und Leiter der Hauptabteilung Schule und Erziehung. Außerdem vertrat er das Bischöfliche Ordinariat im Stiftungskuratorium des Studienseminars Julianum. 1993 wurde er Vertreter der bayerischen Schulreferenten im Sachausschuss Schule-Erziehung-Kultur des Landeskomitees der Katholiken in Bayern. 1997 wurde er Familiar des Deutschen Ordens.
Im Jahre 1998 wurde er Domkapitular und Sekretär des Domkapitels, 2000 dann Referent für Hochschulen und Hochschulseelsorge. Außerdem übernahm er den Aufsichtsrat und die Mitherausgeberschaft der katholische Zeitung Die Tagespost und wurde Vorstandsvorsitzender der Franz-Oberthür-Schulstiftung der Diözese Würzburg. 2009 wurde er zum Domdekan ernannt. Mit Erreichen des 70. Lebensjahres schied er am 18. März 2020 aus diesem Amt aus.
Er ist seit 1980 Mitglied der katholischen Studentenverbindung KDStV Markomannia Würzburg, 1983 wurde er Würzburger CV-Seelsorger. 2012 wurde als Ehrenmitglied in den Wissenschaftliche Katholische Studentenverein Unitas-Hetania Würzburg aufgenommen.

## Auszeichnungen
- 2003: Päpstlicher Ehrenkaplan („Monsignore“)
- 2012: Päpstlicher Ehrenprälat

## Schriften (Auswahl)
- (Hrsg.): Meldezeichen. Der Dienst der Kirche in der Schule. Echter, Würzburg 1998, ISBN 3-429-02047-6.
- Gott ist der Grund. Das Lebenszeugnis von Georg Häfner. Einsichten in das Priesteramt. Echter, Würzburg 2000, ISBN 3-429-02198-7.
- (Hrsg.): Pausenzeichen. Reflexionen über den Dienst der Kirche in der Schule. Echter, Würzburg 2002, ISBN 3-429-02443-9.
- (Hrsg.): Wahr-Zeichen. Inhaltsangaben zum Religionsunterricht. Echter, Würzburg 2003, ISBN 3-429-02545-1.
- (Hrsg.): Im Gleichgewicht. Gebetsübungen für Lehrerinnen und Lehrer. Echter, Würzburg 2008, ISBN 978-3-429-03017-9.
- Daheim im Ewigen. Pfarrer Georg Häfner (1900–1942). Ein Märtyrerpriester. Echter, Würzburg 2010, ISBN 978-3-429-03348-4.
- mit Bernd Winkel (Hrsg.): Erholungen. Ermutigungen für Lehrerinnen und Lehrer. Mit Bildern von Viviane Bogumil, Echter, Würzburg 2010, ISBN 978-3-429-03265-4.
- Opferfrucht. Der selige Georg Häfner. (1900–1942). Echter, Würzburg 2013, ISBN 978-3-429-03573-0.